# François Villon
François Villon (tên thật là François de Montcorbier hoặc François des Loges – sinh khoảng năm 1431 hoặc 1432, mất khoảng sau năm 1463, trước năm 1491) là nhà thơ lớn cuối cùng của thơ ca Trung cổ Pháp. François Villon còn nổi tiếng là một tên đạo chích, một kẻ lãng du, là nhà thơ thiên tài của nhiều bài thơ nổi tiếng. Câu hỏi "Mais où sont les neiges d'antan?" (But where are the snows of yesteryear? - Nhưng đâu rồi những bông tuyết ngày xưa?) từ bài Ballade des dames du temps jadis (The Ballad of Yesterday's Belles – Bài thơ về những người đẹp ngày xa) do Dante Gabriel Rossetti dịch sang tiếng Anh đã trở thành một câu truyền miệng yêu thích nhất xưa nay trong thế giới Anh ngữ.

## Tiểu sử
Về cuộc đời của François Villon – chủ yếu là qua những phỏng đoán và truyền thuyết. Ta biết rằng François Villon sinh ở Paris. Mồ côi năm lên 8 tuổi, được linh mục Guillaume de Villon – người mà nhà thơ coi là "còn hơn cả bố" (plus que père) – nhận làm con nuôi. Năm lên 12 tuổi vào học khoa dự bị Đại học Paris và đến năm 1449 nhận bằng cử nhân, năm 1452 nhận bằng thạc sĩ. Cuộc sống sinh viên khốn khó của nước Pháp thời Chiến tranh trăm năm (tiếng Anh: Hundred Years' War, tiếng Pháp: Guerre de Cent Ans) khiến Villon dễ bị lôi kéo tham gia vào thế giới tội phạm.
Ngày mồng 5 tháng 6 năm 1455 trong một vụ đánh nhau vì phụ nữ, Villon đã đâm linh mục Philippe Chermoye bị thương nặng sau đó dẫn đến cái chết của vị linh mục này. Villon phải bỏ trốn khỏi Paris, mặc dù tòa án sau đấy không kết tội Villon vì cho rằng đấy là hành động để tự vệ và chính nạn nhân cũng thừa nhận mình là người có lỗi. Bảy tháng lang thang trong cảnh không tiền, Villon tiếp xúc với nhiều nhóm tội phạm và tham gia vào 2 vụ trộm. Trở về Paris, Villon cùng 3 tên trộm khác trộm của trường Collège de Navarre trong đêm trước Giáng sinh 500 đồng tiền vàng và ngay sau đấy liền bỏ trốn khỏi Paris. Ngay sau vụ trộm trong đêm trước Giáng sinh này Villon đã sáng tác Le petit testament (Chúc thư nhỏ). Vụ trộm này sau đó được tìm ra nên Villon không thể quay lại Paris. Từ đây bắt đầu một thời kỳ phiêu bạt của ông từ la Manche ở phía bắc nước Pháp cho đến Roussillon ở Địa trung hải. Một thời gian Villon ở lại dinh cơ của nhà thơ, bá tước Charles d'Orléans. Nhà thơ, bá tước tổ chức một cuộc thi thơ về đề tài "Chết khát bên bờ suối". François Villon viết bài thơ Ballade du concours de Blois (Bài ballade về cuộc thi thơ ở Blois) sau này nổi tiếng cả với tên Ballade des Contradictions (Bài ballade của những mâu thuẫn). Theo thể lệ cuộc thi các nhà thơ cần viết một bài thơ có tính chất khôi hài, vui nhộn nhưng bài thơ của Francois Villon thì lại đầy chất triết lý và bi kịch:

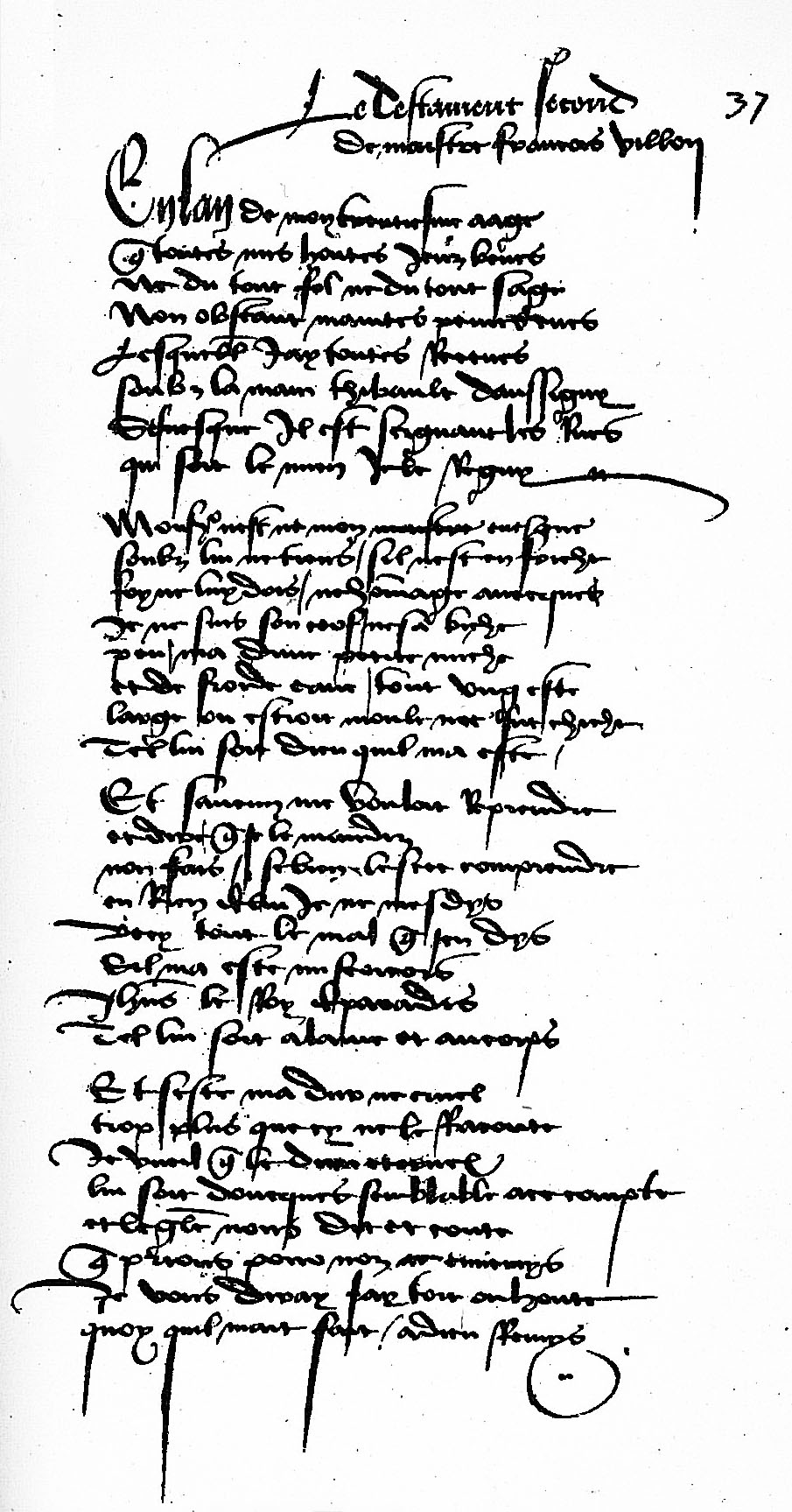
Một trang từ tác phẩm Le grand testament của Villon in ở Thụy Điển

Tôi khổ sở chết khát bên bờ suối
Tôi cười qua nước mắt, làm việc khi chơi
Dù đi đâu – khắp chốn đều nhà tôi
Quê hương tôi – là vương quốc xa lạ
Tôi không biết gì, và tôi biết cả.
Tôi dễ gần, tôi rất hiểu những ai
Gọi thiên nga là quạ đen giữa trời.
Tôi nghi cái thực, tin điều kỳ lạ
Trần như nhộng, áo quần như vua chúa.
Được đón chào và bị đuổi khắp nơi.
 
Tôi keo kiệt, tiêu hoang trong mọi thứ
Tôi đợi chờ mà chẳng đợi điều chi
Thiên đường không vui bằng nước mắt kia
Tôi nghèo xơ và tôi khoe của nả
Thấy hoa hồng khi run vì băng giá
Tôi nhóm lửa mà run rẩy trong người
Chỉ giá băng sưởi ấm được lòng tôi.
Nhớ câu đùa và bỗng nhiên quên hết
Ai đáng trọng và ai cần khinh miệt.
Được đón chào và bị đuổi khắp nơi.
 
Tôi nhìn rõ những ngôi sao giữa trời
Nhưng không thấy ai đi ngoài cửa sổ
Tôi thức ban đêm, chỉ ngày tôi ngủ.
Tôi bước đi trên mặt đất dè chừng
Không tin cột mốc, chỉ tin màn sương.
Người điếc nghe ra lời tôi và hiểu
Tôi biết rằng mật đắng hơn ngải cứu
Đâu dối gian, đâu sự thật ở đời
Không nhớ gì và nhớ tất mọi thứ
Được đón chào và bị đuổi khắp nơi
 
Không biết giờ dài hơn - hay năm tháng
Lội qua sông hay bơi qua biển lớn?
Tôi đi về địa ngục từ bầu trời.
Tuyện vọng đem về cho tôi hy vọng.
Được đón chào và bị đuổi khắp nơi.
Mùa hè năm 1460 Villon đang ở trong tù và chờ ngày bị tử hình thì được thả nhờ một chuyến viếng thăm Orleans của gia đình bá tước trong một dịp lễ. Tháng 10 năm 1462 Villon bị giam ở nhà tù Maine-et-Loire cũng được phóng thích nhờ vào dịp nhà vua Louis XI đi qua đây. Cuối năm này ông quay trở về Paris vì đã cảm thấy yếu sức. Thời gian cuối của cuộc đời ông đã viết những tác phẩm có giá trị nhất như Epitaphe, Le grand testament...
Tháng 11 năm 1463 Villon lại bị bắt vì bị nghi ăn trộm nhưng sau đó mấy ngày được thả vì không có chứng cứ. Cũng trong thời gian này xảy ra một vụ ẩu đả và một viên chưởng khế bị thương nặng, mặc dù không trực tiếp tham gia nhưng Villon vẫn bị bắt vào tù và bị kết án treo cổ (trong tù Villon viết bài ballade về người bị treo cổ và một số bài thơ tứ tuyệt). Ba ngày sau đó Villon trốn được khỏi tù và tiếp tục phiêu du nhưng từ đây dấu tích không một ai rõ. Biên bản của tòa thị chính thành phố Paris ngày 5 tháng 1 năm 1463 là văn bản cuối cùng về François Villon.

## Ảnh hưởng của François Villon
- Cuốn thơ trữ tình đầu tiên ở nước Pháp in bằng máy in là cuốn thơ của François Villon.
- François Villon có sự ảnh hưởng đến các nhà thơ nhà văn hậu Trung cổ, đầu Phục hưng và về sau như Clément Marot, François Rabelais rồi đến Jean de La Fontaine, Moliere, Paul Verlaine, Tristan Corbière, Robert Louis Stevenson, Ezra Pound...
- François Rabelais trong tiểu thuyết La vie très horrifique du grand Gargantua, père de Pantagruel (Chuyện về cuộc đời kinh hoàng của Gargantua vĩ đại, bố của Pantagruel) dẫn hai chi tiết trong cuộc đời của Villon – anh hề ở cung điện của nhà vua Anh và người dựng kịch ở Poitou-Charentes. Khi người ta hỏi nhân vật Panurge rằng gia tài đồ sộ xưa của ông giờ ở đâu thì Panurge trả lời: "Nhưng đâu rồi những bông tuyết ngày xưa? – đấy là vấn đề cốt lõi đã từng hành hạ nhà thơ Villon suốt đời".
- Robert Louis Stevenson viết tác phẩm A Lodging for the Night: A Story of Francis Villon.
- Nhà văn Edschmid viết tác phẩm Herzogin về Francois Villon.
- Nhà văn F. Karko viết Le Roman de François Villon – Câu chuyện cay đắng của cuộc đời Francois Villon.
- Nhạc sĩ ca sĩ Georges Brassens phổ nhạc một số bài thơ của François Villon, trong đó có "Ballade des dames du temps jadis" (Bài thơ về những người đẹp ngày xa).
- Nhạc sĩ, ca sĩ Bulat Okudzhava sáng tác bài hát Молитва Франсуа Вийона (The Prayer of Francois Villon – Lời cầu nguyện của François Villon).
- Nhạc sĩ, ca sĩ Karl Wolf Biermann viết bài ballade về Villon: Ballade auf den Dichter Francois Villon.

.........................

## Một vài bài thơ
| Bài thơ về những người đẹp ngày xa Hãy nói ta nghe giờ ở nơi nào Người đẹp Flora của dân La Mã Nàng Archipiada, và cả nàng Thaïs nữa Sắc đẹp tuyệt trần, những tiếng vọng giờ đâu? Câu trả lời nghe mới lạ lùng sao Như dội lại từ dòng sông, hồ nước Những vẻ đẹp nhân từ, không tì vết? Nhưng đâu rồi những bông tuyết ngày xưa? Nàng Heloise uyên bác ấy đâu giờ Chàng Pierre Abelard ở Saint Denis tội nghiệp Đã vì nàng mà chịu tu trọn kiếp Vì yêu mà đau khổ tự ngày thơ. Và bà hoàng giận dữ ấy đâu giờ Người sai bỏ Buridan vào túi Rồi ném xuống dòng sông Seine nước chảy? Nhưng đâu rồi những bông tuyết ngày xưa? Hoàng hậu trắng như hoa huệ làn da Và giọng hát ngọt ngào như chim hót Bàn chân to Berthe, Bietris, Alis Và Haremburgis lãnh chúa xứ Maine Cô gái Jeanne người vùng Lorraine Bị quân Anh ở Rouen thiêu sống Họ giờ đâu, những nữ hoàng trinh trắng? Nhưng đâu rồi những bông tuyết ngày xưa? Hoàng tử ơi đừng tra hỏi vẩn vơ Quy luật của cuộc đời này thế đấy. Chỉ còn lại điệp khúc này nhắc mãi: Nhưng đâu rồi những bông tuyết ngày xưa? Bản dịch của Nguyễn Viết Thắng | Ballade des Dames du temps jadis Dites-moi où, n'en quel pays, Est Flora la belle Romaine, Archipiades, ne Thaïs, Qui fut sa cousine germaine, Echo, parlant quant bruit on mène Dessus rivière ou sur étang, Qui beauté eut trop plus qu'humaine ? Mais où sont les neiges d'antan ? Où est la très sage Héloïs, Pour qui fut châtré et puis moine Pierre Esbaillart à Saint-Denis ? Pour son amour eut cette essoine. Semblablement, où est la roine Qui commanda que Buridan Fût jeté en un sac en Seine ? Mais où sont les neiges d'antan ? La roine Blanche comme un lis Qui chantait à voix de sirène, Berthe au grand pied, Bietrix, Aliz, Haramburgis qui tint le Maine, Et Jeanne, la bonne Lorraine "Qu'Anglais brûlèrent à Rouen; Où sont-ils, où, Vierge souvraine ? Mais où sont les neiges d'antan ? Prince, n'enquerrez de semaine Où elles sont, ni de cet an, Que ce refrain ne vous remaine: Mais où sont les neiges d'antan ? |